# HD 71095
HD 71095，又名BD+02 1965，SAO 116747、HR 3305，是一颗恒星，视星等为5.73，位于銀經222.19，銀緯21.83，其B1900.0坐标为赤經8h 20m 24s，赤緯+2° 21.83′ 40″。